# Серхіо Кордова
Серхіо Дуван Кордова Лезама (ісп. Sergio Duvan Córdova Lezama, нар. 9 серпня 1997, Калабосо, Венесуела) — венесуельський футболіст, нападник німецького клубу «Аугсбург» та національної збірної Венесуели.

## Клубна кар'єра
Займатися футболом Серхіо Кордова починав у молодіжній команді столичного клубу «Каракас». У липні 2015 року Кордова дебютував у першій команді «Каракаса» у венесуельській Прімері. У тому ж матчі він відзначився забитим голом. Наступний сезон для Кордови був відмічений великою кількістю травм. Але незважаючи на це футболіст проявив себе з найкращого боку, що не залишилось не поміченим. І влітку 2017 року Кордова підписав п'ятирічний контракт з німецьким клубом «Аугсбург». Провівши в клубі три сезони, сезон Бундесліги 2020/21 нападник відіграв в оренді у клубі «Армінія». Після закінчення терміну оренди Кордова повернувся до «Аугсбургу».

## Збірна
У 2017 році у Серхіо Кордова брав участь у молодіжній першості Південної Америки, де разом з командою став бронзовим призером. Також у 2017 році Серхіо Кордова разом з командою виборов срібні нагороди на молодіжному чемпіонату світу, що проходив у Південній Кореї.

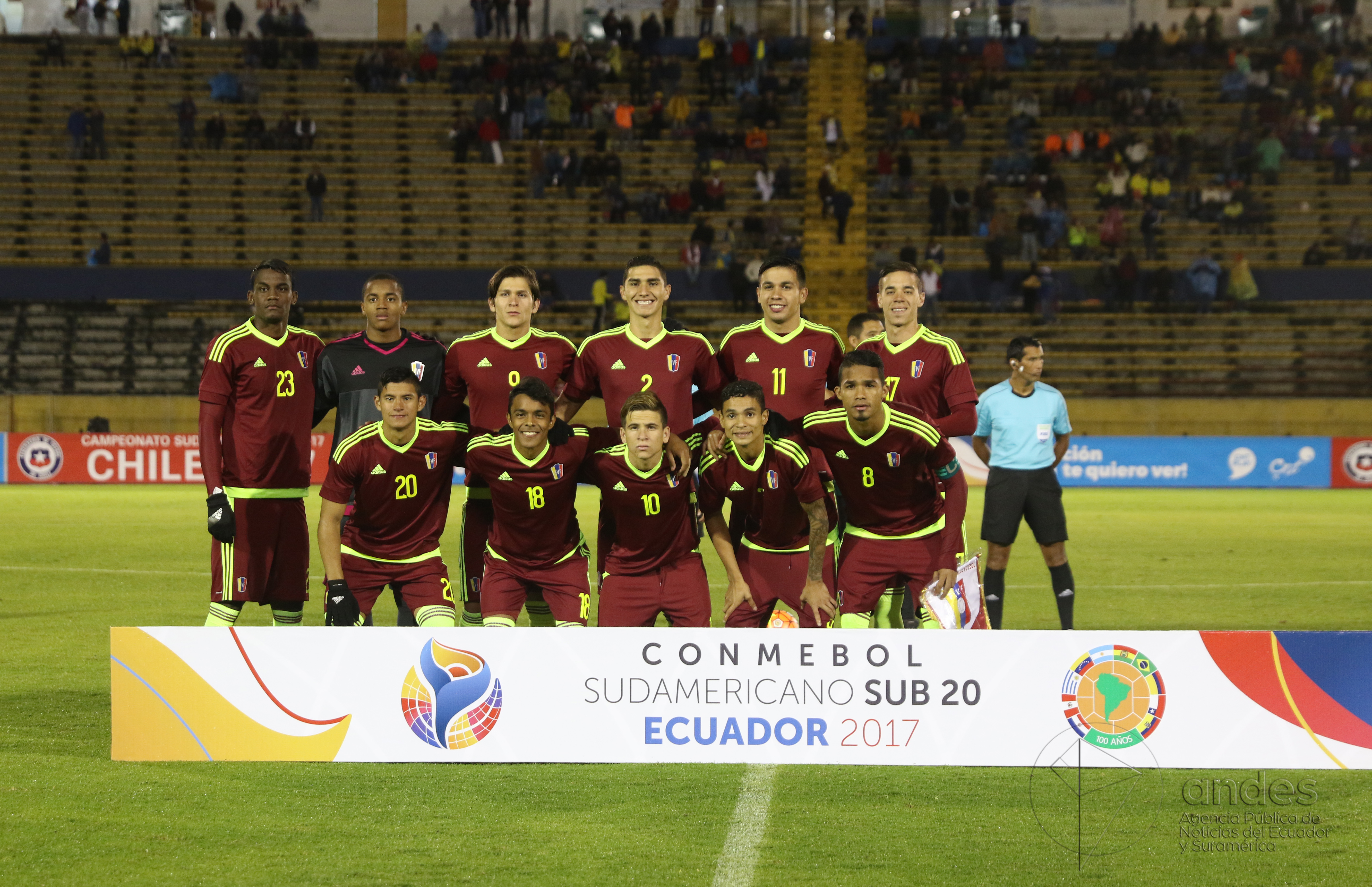
Серхіо Кордова у складі молодіжної збірної Венесуели на чемпіонаті Південної Америки 2017 року

31 серпня 2017 року у матчі відбору до чемпіонату світу 2018 року проти команди Колумбії Серхіо Кордова дебютував у складі національної збірної Венесуели.

## Досягнення
Венесуела (U-20)
 Молодіжний чемпіонат світу: 2017
 Молодіжний чемпіонат Південної Америки: 2017